# 施莱登
施莱登（德語：Schleiden，發音：[ˈʃlaɪdn̩] ⓘ）是德国北莱茵-威斯特法伦州科隆行政区奥伊斯基兴县的城市，面积121.67平方千米，2023年12月31日人口为13,233人。

## 友好城市
- 法國 蓬拉贝（1978年）